# Gypsophila caricifolia
Gypsophila caricifolia är en nejlikväxtart som beskrevs av Pierre Edmond Boissier. Gypsophila caricifolia ingår i släktet slöjor, och familjen nejlikväxter. Inga underarter finns listade i Catalogue of Life.